# Voyage chez les Bulgares de la Volga
 (décembre 2022).
La mise en forme du texte ne suit pas les recommandations de Wikipédia : il faut le « wikifier ».
Les points d'amélioration suivants sont les cas les plus fréquents. Le détail des points à revoir est peut-être précisé sur la page de discussion.
- Les titres sont pré-formatés par le logiciel. Ils ne sont ni en capitales, ni en gras.
- Le texte ne doit pas être écrit en capitales (les noms de famille non plus), ni en gras, ni en italique, ni en « petit »…
- Le gras n'est utilisé que pour surligner le titre de l'article dans l'introduction, une seule fois.
- L'italique est rarement utilisé : mots en langue étrangère, titres d'œuvres, noms de bateaux, etc.
- Les citations ne sont pas en italique mais en corps de texte normal. Elles sont entourées par des guillemets français : « et ».
- Les listes à puces sont à éviter, des paragraphes rédigés étant largement préférés. Les tableaux sont à réserver à la présentation de données structurées (résultats, etc.).
- Les appels de note de bas de page (petits chiffres en exposant, introduits par l'outil «  Source ») sont à placer entre la fin de phrase et le point final[comme ça].
- Les liens internes (vers d'autres articles de Wikipédia) sont à choisir avec parcimonie. Créez des liens vers des articles approfondissant le sujet. Les termes génériques sans rapport avec le sujet sont à éviter, ainsi que les répétitions de liens vers un même terme.
- Les liens externes sont à placer uniquement dans une section « Liens externes », à la fin de l'article. Ces liens sont à choisir avec parcimonie suivant les règles définies. Si un lien sert de source à l'article, son insertion dans le texte est à faire par les notes de bas de page.
- La présentation des références doit suivre les conventions bibliographiques. Il est recommandé d'utiliser les modèles {{Ouvrage}}, {{Chapitre}}, {{Article}}, {{Lien web}} et/ou {{Bibliographie}}. Le mode d'édition visuel peut mettre en forme automatiquement les références.
- Insérer une infobox (cadre d'informations à droite) n'est pas obligatoire pour parachever la mise en page.

Pour une aide détaillée, merci de consulter Aide:Wikification.
Si vous pensez que ces points ont été résolus, vous pouvez retirer ce bandeau et améliorer la mise en forme d'un autre article.

Le Voyage chez les Bulgares de la Volga est un récit de voyage du Xe siècle du voyageur arabe Aḥmad ibn Faḍlān. Ce dernier faisait partie de l’ambassade abbasside envoyée par le calife al-Muqtadir le 21 juin 921 en direction du roi des Bulgares de la Volga, Almish.
Cette relation de voyage est une œuvre importante dans la littérature géographique arabe d’un point de vue historique, géographique et ethnographique. C'est une source historique intéressante pour la connaissance des peuples turcs nomade au nord du dār al-islām, tel que les Oghouzes, les Petchénègues ou encore les Bachkirs. Cette relation de voyage d’Ibn Faḍlān est surtout connue pour la description détaillée des funérailles d’un chef possiblement varègue.

## Découverte du livre
Jusqu’au début du XXe siècle, la relation de voyage d’Aḥmad ibn Faḍlān n’était connue que de manière parcellaire grâce aux citations qu'en propose le Dictionnaire géographique de Yāqūt (XIIe siècle) dans les articles "Itil", "Bachgird", "Bulġār", "Khazar", "Ḫwārizm", "Rūs".
Ahmed Zeki Validi Togan découvre en 1923, à Machhad (Iran), un manuscrit qui comprenait le texte d’Aḥmad Ibn Faḍlān, une partie du Kitāb al-buldān d’Ibn al-Faqīh et deux Risāla-s d’Abū Dulaf Misʿar. L'ouvrage d'Ibn Faḍlān est traduit pour la première fois en 1939, en allemand. Une seconde traduction, russe, voit le jour en 1956, accompagnée d’une nouvelle étude et d’un commentaire développé par l’historien Kovalevsky. En France, c’est Marius Canard qui traduit l’ouvrage complet en 1958, offrant en plus une critique de l’œuvre.

## Étude concernant l'œuvre
Il semblerait que le texte du manuscrit de Machhad ne soit pas l’original mais un abrégé réalisé par un vizir samanide de Boukhara. Marius Canard pense qu’il existait une version originale destinée à l’administration califale, contenant des informations politiques d’une grande importance pour l’époque et qui ne devaient pas être divulguées. La version originale semble perdue et seule un texte adapté au grand public existe aujourd’hui. L’œuvre a en effet connu un grand succès auprès des musulmans lettrés de l’époque, curieux d’en connaitre plus sur les populations avec lesquelles ils entretenaient des relations en dehors du territoire de l'Islam .

## Résumé
Le 21 juin 921, une ambassade partit de Bagdad en direction de la ville de Bolgar, proche de la Volga. Ce départ faisait suite à la réception d’une lettre envoyée par Almish Yiltiwar, le roi des Bulgares de la Volga, au calife al-Muqtadir. L’ambassade, composée d’un peu moins d’une dizaine de membres, n’atteignit sa destination que le 12 mai 922.

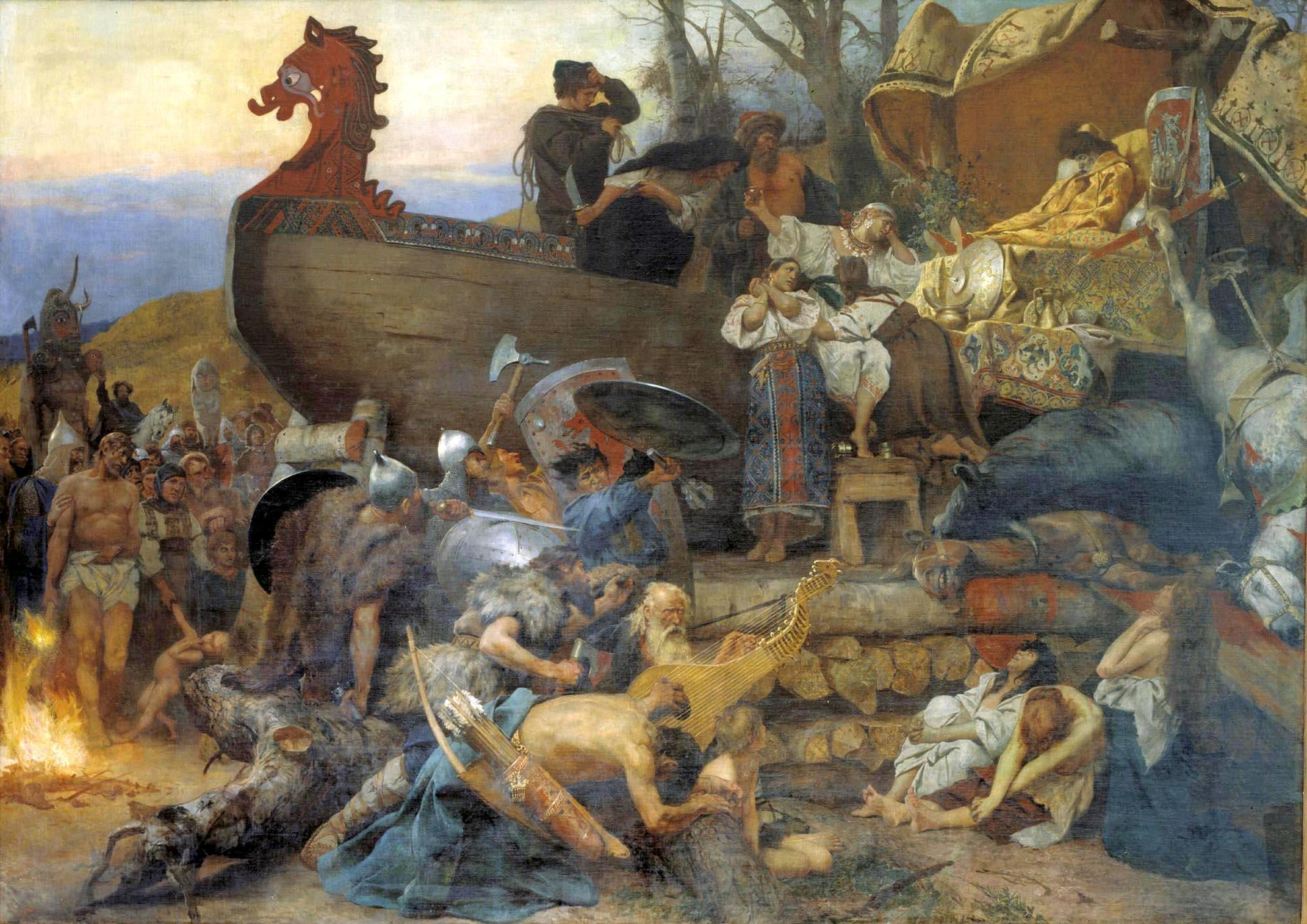
Cérémonie funéraire d'Igor de Kiev en 945, représentée par Henryk Siemiradzki (1845-1902).

Le roi Almish s’était converti à l’islam et entretenait des liens avec certaines personnes de la cour d’al-Muqtadir, notamment l’eunuque Naḍīr al-Ḥaramī. Le roi Almish réclamait des enseignants et des juristes pour instruire son peuple dans la religion musulmane, ainsi qu’une aide financière afin d'édifier une forteresse contre les Khazars.
Durant son voyage, Aḥmad ibn Faḍlān croisa plusieurs peuples. Au commencement, il croisa principalement des nomades turcs : Ghuzz (Oghouzes), Petchénègues et Bachkirs. Il arriva ensuite chez les Bulgares de la Volga qu’il nomme les Ṣaqāliba (Slave). À Bulġār, la capitale des Bulgares de la Volga, il croisa des Rūs venus commercer et assista à une cérémonie funéraire d’un dignitaire rūs. Ibn Faḍlān termine son récit en évoquant les Khazars et leur Khaqan, notamment à partir d’informations orales ,.

## L'ambassade abbasside
L’ambassade était composée d’une dizaine de membres. Naḍīr al-Haramī fut chargé de constituer l’ambassade, d'en recruter le personnel et de financer la mission ; il ne fit cependant pas partie du voyage. Sawsan al-Rassī, affranchi de Naḍīr al-Haramī, était le représentant du calife. ʿAbd Allāh ibn Bāštū, un musulman d’origine khazar qui accompagné l'ambassade, était le représentant du roi des Bulgares de la Volga. L’expert local des régions turques était Takīn al-Turkī. Le soldat Bārs al-Ṣaqlābī était probablement un ancien commandant samanide qui avait fait défection en 908 ou en 909 de l'armée samanide. Aḥmad ibn Mūsā al-Ḫwārazmī, qui quitta Bagdad après le départ de l’ambassade, était chargé de transporter l’argent demandé par le roi des Bulgares pour la construction de sa forteresse ; il fut cependant arrêté en chemin. Ahmad ibn Faḍlān avait pour sa part pour rôle de lire les lettres destinées au roi Almish et de présenter formellement les cadeaux destinés à honorer les hôtes de la mission. Des juristes, des instructeurs ainsi qu’un interprète complétèrent l’ambassade.
L’ambassade poursuivait un but politico-religieux. Selon l'historienne Paule Charles-Dominiques, le calife al-Muqtadir pouvait craindre un rapprochement entre les Bulgares et les Sâmânide ou les Alides du Tabaristan. Kovalevsky y voit un autre intérêt pour al-Muqtadir, le développement de l’Islam chez les Bulgares et les Oghouzes permettrait au calife de s'allier à ces deux peuples face aux Khazars.

## Une œuvre ethnographique
Durant son voyage, Ahmad ibn Faḍlān croisa plusieurs peuples et la relation de voyage qu’il rédigea a une forte portée ethnographique. Il propose ainsi une description physique des peuples rencontrés, mais s'intéresse aussi à leur culture, à leurs mœurs, à leurs croyances ainsi qu'à leur style de vie. Il décrit par exemple les Rūs en ces termes : « Je n’ai jamais remarqué d’hommes si bien faits. Ils ressemblent en effet à des palmiers. Ils sont blonds et rougeauds. Ils ne portent ni tuniques, ni caftans, mais ils mettent un vêtement qui recouvre un côté du corps et laisse une main libre. […] Ils ont sur le corps, de l’extrémité des ongles au cou, des tatouages représentant des arbres, des figures et autres. » Il n’hésite pas non plus à critiquer leur hygiène « Les Rūs sont les hommes les plus sales au monde. Ils ne se lavent ni après avoir déféqué et uriné, ni après les relations sexuelles. Ils ne se nettoient pas les mains après le repas. Ils ressemblent à des ânes errants. » Ibn Faḍlān présente les Rūs comme mi-commerçants, mi-guerriers.

### Traductions

#### En français
- Ibn Fadlân, Voyage chez les Bulgares de la Volga , trad. Marius Canard, (1988, rééd. 1999), éd. Sindbad, Paris, 130 p.
- Ibn Fadlân, Ibn Jubayr, Ibn Battûta et un auteur anonyme, Voyageurs arabes, trad. Paule Charles-Dominiques, éditions Gallimard, 1995, France, 1472 p.

#### En anglais
- Ibn Fadlân, Ibn Fadlân’s journey to Russia: A tenth-century travellers from Baghdad to the Volga River, traduction et commentaire par Richard Frye, Markus Wiener Publishing Inc, États-Unis, 2005, 160 p.
- Ibn Fadlân, Ibn Fadlân and the Land of Darkness. Arab Travellers in the Far North, Introduction et traduction par Paul Lunde et Caroline Stone, éditions Penguin Classics, 2012, 256 p
- Abū Zayd al Sīrāfī, Ibn Fadlân, Two Arabic Travel Books: Accounts of China and India and Mission to the Volga, édité et traduit par Tim Mackintosh-Smith et James E. Montgomery, éditions New York University Press, 2014, 320 p.
- Ibn Fadlân, Mission to the Volga, traduction James E. Montgomery et préface de Tim Severin, éditions NYU, 2017, 108 p.

#### Articles
- Amitai, Reuven, « Towards a pre-history of the Islamization of the Turks: A re-reading of Ibn Fadlân’s Rihla », dans Étienne de la Vaissière (éd.) Islamisation de l’Asie centrale, Processus locaux d’acculturation du VIIe au XIe siècle, L’association pour l’avancement des études iraniennes, Studia Iranica, 39, Paris, 2008, p. 277-296.
- Ducène, Jean-Charles, « Le paganisme européen dans les sources arabes (9e -11e siècles) », Acta Orientalia Belgica, XXX (2017), p. 137-150.
- Frye, Richard et Blake P., « Notes on the Risala of Ibn-Fadlan », dans Clifford E. Bosworth (éd.), The Turks in the Early Islamic World, Routledge, États-Unis, 2007, p. 7-37.
- Giusti, Francesco, « Encountering the Other in the Middle Ages: from Ibn Fadlan’s Account to Michael Crichton’s Fiction. », dans Nijolė Vaičiulėnaitė-Kašelionienė (dir.) Transformations of the European landscape: Encounters between the Self and the Other, , Acta littetaria comparative, vol. V, 2010-2011, p. 381-393.
- Hraundal, Thorir Jonsson, « New Perspectives on Eastern Vikings/Rus in Arabic Sources » Viking and Medieval Scandinavia, 2014
- Lahmar, Hajer, « Le « je » et/est l’« autre ». Lecture du Voyage d’Ibn Faḍlān chez les Bulgares de la Volga. », dans Omar Fertat (dir.), L'« autre » et ses représentations dans la culture arabo-musulmane, PU Bordeaux, France, 2016, p. 81-104.
- Lajoye, Patrice, « Les Rous d’ibn Fadlân : Slaves ou Scandinaves ? Une approche critique », Presses universitaires de Caen (Publications du CRAHAM/Histoire médiévale), 2014
- Montgomery, James E., « Ibn Faḍlān and the Rūssiyyah », Journal of Arabic and Islamic Studies, vol. III (2000), p. 1-25.
- Montgomery, James E., « Travelling autopsies: Ibn Faḍlān and the Bulghār », Middle Eastern Literatures, vol. VII (2004), p. 3-32.
- Treadwell, Luke, « Who Compiled and Edited the Mashhad Miscellany? », Al-ʿUṣūr al-Wusṭā, vol. XXVIII (2020), p. 45-76.

#### Ouvrages
- Boyer, Régis, La mort chez les anciens scandinaves, Les Belles lettres, Paris, 1994, p. 241.
- Boyer, Régis, Les Vikings : histoire et civilisation, éditions Perrin, 2015, 442 p.
- Donini, Pier Giovanni, Arab travelers and geographers, Immel Pub, États-Unis, 1991, 107 p.
- Ducène, Jean-Charles, L'Europe et les géographes arabes du Moyen Âge, CNRS éditions, 2018, 504 p.
- Hraundal, Thorir Jonsson, The Rus in Arabic Sources: Cultural Contacts and Identity, thèse de doctorat, Centre for Medieval Studies University of Bergen, 2013, 220 p.
- Levi, Scott C. et Sela, Ron, Islamic Central Asia: An Anthology of Historical Sources, Indiana University Press, États-Unis, 2009, 338 p.
- Lewicki, Tadeusz, l’apport des sources arabes médiévales, IXe – Xe siècles, à la connaissance de l’Europe centrale et orientale, Spoleto, 1965
- Miquel, André, La géographie humaine du monde musulman jusqu'au milieu du 11e siècle. Tome 1, éditions EHESS, 2001, 342 p.[9]
- Miquel, André, La géographie humaine du monde musulman jusqu'au milieu du 11e siècle. Tome 2. Volume 1, éditions EHESS, 2001, 426 p.[10]
- Miquel, André, La géographie humaine du monde musulman jusqu'au milieu du 11e siècle. Tome 2. Volume 2, éditions EHESS, 2001, 705 p.[11]
- Mockers, Elizabeth, Géographes arabo-musulmans du Xe au XIVe siècle, Mélis éditions, France, 2006, 139 p.
- Roux, Jean-Paul, La mort chez les peuples altaïques anciens et médiévaux d’après les documents écrits, Librairie d'Amérique et d'Orient Adrien-Maisonneuve, Paris, 1963, 215 p.
- Roux, Jean-Paul, La religion des Turcs et des Mongols, Payot, France, 1984, 323 p.